# Strzępiak ziemistoblaszkowy

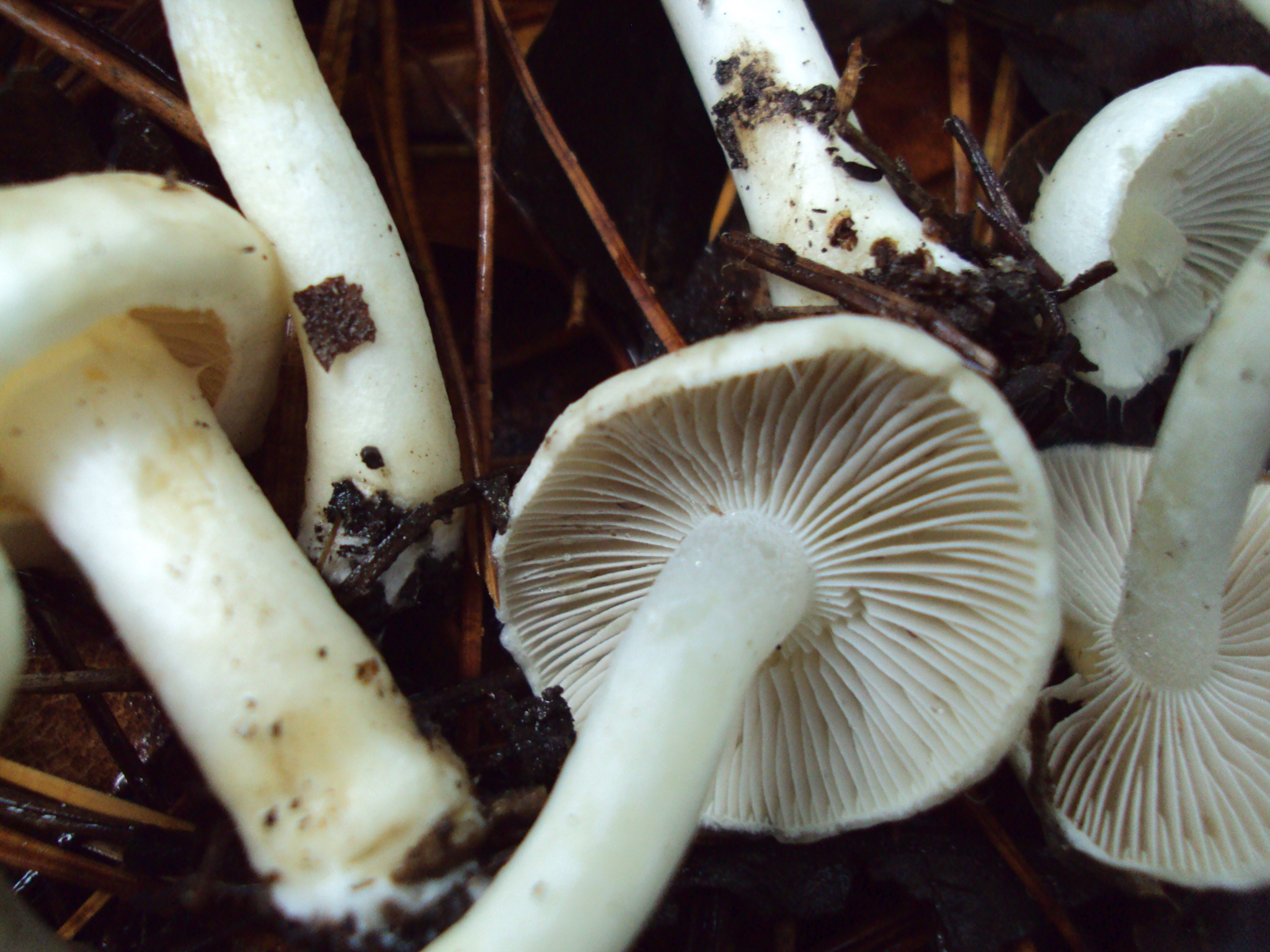
Młode owocniki

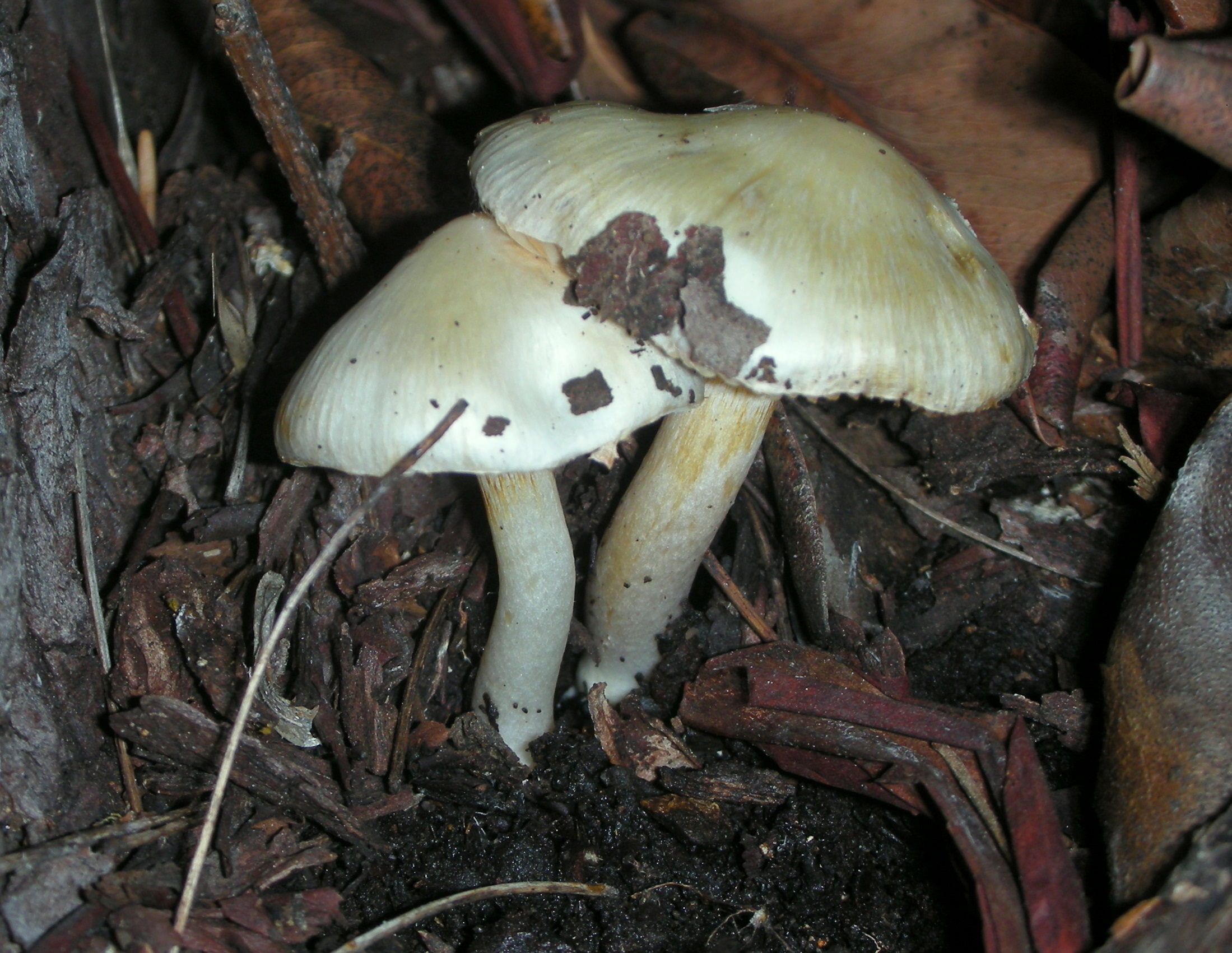
Starsze owocniki

Strzępiak ziemistoblaszkowy (Inocybe geophylla (Bull.) P. Kumm.) – gatunek grzybów z rodziny strzępiakowatych.

## Systematyka i nazewnictwo
Pozycja w klasyfikacji według Index Fungorum: Inocybe, Inocybaceae, Agaricales, Agaricomycetidae, Agaricomycetes, Agaricomycotina, Basidiomycota, Fungi.
Po raz pierwszy takson ten zdiagnozował w 1791 r. Jean Baptiste Bulliard nadając mu nazwę Agaricus geophyllus. Obecną, uznaną przez Index Fungorum nazwę nadał mu w 1871 r. Paul Kummer, przenosząc go do rodzaju Inocybe.
Synonimów naukowych ma ponad 30. Wyróżniono wiele odmian, jednak przez Index Fungorum uznane zostały za synonimy.
Nazwę polską podał Władysław Wojewoda w 1992 r, wcześniej Stanisław Domański opisywał ten gatunek pod nazwą strzępiak ziemisty.

## Morfologia
Kapelusz
Średnicy 2–4 cm, za młodu czysto biały, na starość od szczytu trochę żółknący lub barwiący się brązowawo. Stożkowaty, zawsze z garbkiem na środku, zaokrąglonym do ostrego. Świeża skórka ma charakterystyczny jedwabisty połysk. W stanie prawie zamkniętym kapelusz jest połączony z trzonem zasnówką.
Blaszki
Najpierw białawe do bladoszarych, w stanie dojrzałym brudnoziemistobrązowe. Wąsko przyrośnięte, średnio gęste.
Trzon
Od 3 do 5 cm, cylindryczny, biały. Biały, za młodu u góry ze szczątkami zasnówki, trochę włókienkowata-kosmkowaty.
Miąższ
Biały o ziemistym zapachu.
Wysyp zarodników
Zarodniki gliniastobrązowe elipsoidalne, gładkie, o średnicy 6,5–10,5 × 4,5–6 µm. Cystydy grubościenne, z kryształkami na szczycie.

## Występowanie i siedlisko
Jest szeroko rozprzestrzeniony na całej półkuli północnej, na półkuli południowej występuje w Australii i Nowej Zelandii. W Polsce jest pospolity.
Występuje od września do listopada w lasach liściastych oraz iglastych, w parkach. Niewielkie owocniki rosną w grupach; częsty.

## Znaczenie
Grzyb silnie trujący dla ludzi. Zawiera dość dużo muskaryny, trucizny działającej na nerwy. Objawy zatrucia występują po upływie ¼–4 godzinach od zjedzenia. Grzyb powoduje silne pocenie się, zaburzenia widzenia, mdłości połączone z wymiotami, kolki żołądkowo-jelitowe; w skrajnych przypadkach także śmierć na skutek ustania krążenia.